# Semiothisa sareptanaria
Semiothisa sareptanaria är en fjärilsart som beskrevs av Otto Staudinger 1871. Semiothisa sareptanaria ingår i släktet Semiothisa och familjen mätare. Inga underarter finns listade i Catalogue of Life.